# Walter Oswaldo Cruz
Walter Osvaldo Cruz (Petrópolis, 23 de janeiro de 1910 — Rio de Janeiro, 3 de janeiro de 1967), filho de Oswaldo Gonçalves Cruz, foi um médico, cientista e enxadrista brasileiro.
Foi chefe da Divisão de Patologia da Fiocruz de 1962 a 1964 e um dos membros fundadores da Sociedade Brasileira para o Progresso da Ciência (SBPC), em 1949, mesmo ano em que criou o curso de Formação de Pesquisadores de Manguinhos. Walter engajou-se na campanha pela criação do Ministério da Ciência e participou também da criação da Universidade de Brasília, em 1960 e a Reforma Universitária, entre 1962 e 1963. Foi ainda assessor-técnico da Presidência da República.

## Biografia
Walter nasceu em 1910, em Petrópolis. Era filho caçula de Oswaldo Cruz e Emilia Fonseca da Cruz. Perdeu o pai aos 7 anos, fundador da Fiocruz. Era aluno aplicado, tendo estudado os antigos primário e ginásio no Colégio Aldrige, prestando os exames finais do secundário no Colégio Pedro II. Ingressou na Faculdade Nacional de Medicina em 1925, a atual Faculdade de Medicina da Universidade Federal do Rio de Janeiro, graduando-se em 1930.
Ainda era estudante quando começou a estagiar de maneira voluntária no Hospital de Doenças Tropicais (o atual Hospital Evandro Chagas) da Fiocruz de 1928 a 1930. Ao se formar, estudar hematologia experimental, no Laboratório de Carlos Chagas, que foi o seu segundo pai e orientador científico. Após os dois primeiros anos, ingressou no curso de Aplicação da Fiocruz, concluindo-o em 1932.

## Carreira
Trabalhou até sua demissão forçada no Instituto Oswaldo Cruz, a atual Fiocruz. Começou estudando a hematologia experimental, para depois estabelecer uma linha de pesquisa sobre a patogenia da anemia ancilostomótica. Entre fevereiro de 1931 e dezembro de 1932, cursou o famoso e tradicional Curso de Aplicação do IOC, formador de pesquisadores e especialistas importantes.
Em 1936, viajou para a Alemanha, onde trabalhou com questões relacionadas à angina agranulocítica e à anemia. Procurou conhecer vários serviços europeus de hematologia. De volta ao Brasil, interessou-se pela hemoglobinometria e o nível de vida das populações do nordeste, publicado nas Memórias do Instituto, em 1939, e de outros trabalhos com estes temas.
Foi nomeado chefe da recém-criada Seção de Hematologia da Fiocruz, em 1940, onde publicou junto de seus colaborades 30 trabalhos até 1950. Com Haity Moussatché, publicou vários trabalhos sobre suas pesquisas relacionadas ao choque anafilactóide pelo soro anti-plaqueta em cães e à verificação de trombocitopenia decorrente da administração de uretana etílica.
Entre 1940 e 1941, estagiou no laboratório de George Whipple, em Rochester, Nova York, trabalhando com anemia experimental pela administração da fenilhidrazina, que resultou numa publicação no American Journal of the Medical Sciences, em 1942. Neste mesmo ano, estagiou na Universidade Johns Hopkins, com Maxwell Myer Wintrobe, completando seu estudo sobre anemia experimental no porco. Em 1945, com bolsa de estudos do Serviço de Saúde Pública, estagiou em vários laboratórios e centros norte-americanos: no Instituto Rockefeller, esteve no laboratório de Donald Van Slyke; na Escola de Medicina Harvard, estudou a malária experimental com Eric G. Ball e; em Boston, estudou anemias hemolíticas com William Dameshek.
A partir de 1950, suas pesquisas se direcionaram para hemostasia, com cerca de 130 publicações científicas, em revistas nacionais e estrangeiras. Em 1954, foi para Londres, estudar problemas relacionados ao choque e substâncias capazes de contraírem o íleo de cobaia in vitro. Em 1960, esteve na Wayne State University, em Detroit, para trabalhar com o Walter H. Seegers. Era palestrante em várias universidades no Brasil e no exterior

## Ditadura militar
O golpe militar em 1964 deu início à perseguição de cientistas da Fiocruz. No episódio que ficaria conhecido como Massacre de Manguinhos, dez cientistas da casa foram demitidos e forçados a se aposentar, inclusive tendo seus direitos políticos cassados. Alguns conseguiram trabalho em universidades do exterior, outros foram contratados à revelia em universidades brasileiras.
Por recomendação de Raymundo de Britto (1909-1988), ministro da Saúde do governo Castelo Branco, Rocha Lagoa, então diretor da Fiocruz, ordenou que todo e qualquer recurso destinado à instituição passasse pelo seu crivo. Walter foi acusado de propaganda subversiva e proselitismo político e deixou de receber os repasses vindos de instituições americanas, como as fundações Ford e Rockefeller, grandes financiadores da ciência na época. Seu laboratório foi fechado e lacrado pela própria instituição.
Walter passou por diferente inquéritos, punições, restrições, pressões e transferências depois disso. Foi demitido da direção do Departamento de Patologia, proibido de viajar ao exterior, de receber auxílio para pesquisa e foi submetido a uma Comissão de Inquérito.

## Carreira no xadrez
Entre os anos de 1928 e 1953, disputou vários campeonatos nacionais e internacionais de xadrez, tendo sido campeão brasileiro em seis deles. Foram seus parceiros: Miguel Pereira Filho, Sousa Mendes, seu irmão Oswaldo Cruz Filho e Tomás Pompeu Accioli Borges.
Nomes internacionais como Alexander Alekhine, campeão mundial, em um certame empatou com Walter; o mestre cubano Capablanca, quando no Rio de Janeiro, era seu parceiro de tabuleiro e noites cariocas. Durante anos colaborou nas revistas especializadas: Xadrez e Xadrez Brasileiro. Tinha uma coluna semanal na revista O Cruzeiro. Escreveu o livro Repertório de Aberturas. Abandonou o xadrez quando disputou, um torneio internacional, realizado no Rio, e foi classificado em último lugar.

## Vida pessoal
Sem se aproveitar da grandeza do nome do pai, Walter assinava seus artigos como W.O. Cruz e como enxadrista era Walter Cruz. Na vida familiar, sua colega Silvia Hasselmann foi a companheira de toda a vida, tendo sido mulher, secretária, contabilista e conselheira. Com ela teve duas filhas: Izar, a mais velha (dezembro 1935) e Vera, a caçula (Dezembro 1947). Casou-se também com prima Hélcia Dias, com quem teve dois filhos: Sérgio (dezembro 1937) e Gilda (em maio 1939).

## Morte
Seus últimos anos foram muito difíceis após a demissão da Fiocruz e o fechamento de seu laboratório. Sem ter como se defender da perseguição, Walter teve um infarto fulminante em 3 de janeiro de 1967, no Rio de Janeiro, aos 56 anos.
| “ | Desde 1964, o filho de Oswaldo Cruz foi vítima de perseguição política. Há quem atribua seu adoecimento ao estrangulamento de suas pesquisas. | ” |